# Epiblema albohamulana
Epiblema albohamulana es una especie de polilla del género Epiblema, familia Tortricidae.
Fue descrita científicamente por Rebel en 1893.

## Distribución
Se encuentra en Rusia.